# 函館市地域交流まちづくりセンター
函館市地域交流まちづくりセンター（はこだてしちいきこうりゅうまちづくりせんたー）は、北海道函館市末広町にある公共施設。

## 概要
2007年（平成19年）4月にオープンした、函館市の「まちづくりセンター」。指定管理者制度を導入しており、まちセン（代表団体：NPO法人函館市青年サークル協議会）が管理・運営する。
主な活動は、情報発信、交流場所の創出、市民活動・NPOの支援、生涯学習の企画・運営、移住の相談など、多岐にわたる。

## 施設
1923年（大正12年）、丸井今井百貨店函館支店として耐震耐火性に優れた鉄筋コンクリート構造により、3階建で建築される。外観は、洋風を基調とした「近世復興式」といわれる建築様式を採用し、交差点に面した角を円形に、その屋上はドーム型の展望室が設けられた。
1930年（昭和5年）には、営業面積を拡大する必要から、既存部分に4階、5階が増築された。なお、建物奥の塔屋部分のエレベーターと大階段は、この時に設けられた。
1934年（昭和9年）3月21日の函館大火によって建物は全焼。同年11月、営業を再開。その際に各階の床を補強するため、柱と柱を対角線に結ぶ交差梁などの改修が行われた。
その後、1969年（昭和44年）に丸井今井函館店が五稜郭に移転するまで百貨店として、1970年（昭和45年）から2002年（平成14年）までは、函館市役所末広町分庁舎として使用された。
1989年（平成元年）、その特徴的な外観から、函館市の「景観形成指定建築物」に指定された。
その後、建物の老朽化による安全性の問題から、2005年（平成17年）から2007年（平成19年）にかけて「外観の保全」と「安全性の確保」の両立を図るための改修が行われた。外観の意匠は、創建時の3階建に忠実に復元することを基本とし、東北以北最古のエレベーターを保存するため、塔屋部分を5階建のまま残している。
2007年（平成19年）4月、西部地区の賑いと潤いを創出するため、「地域交流まちづくりセンター」として、スタートした。

## 交通アクセス
函館市電
- 十字街停留場 徒歩3分

函館バス
- 十字街停留場 徒歩すぐ

## 周辺
- 函館市企業局
- 五島軒
- 真宗大谷派函館別院
- カトリック元町教会
- 函館聖ヨハネ教会
- 函館ハリストス正教会
- 北海道函館西高等学校
- FMいるか
- 元町公園
- 旧函館区公会堂
- 函館市旧イギリス領事館
- 旧相馬邸
- 函館博物館郷土資料館
- 函館市文学館
- 北方民族資料館
- 金森赤レンガ倉庫